# La Remuée
La Remuée é uma comuna francesa na região administrativa da Normandia, no departamento de Sena Marítimo. Estende-se por uma área de 7,06 km². Em 2010 a comuna tinha 1 305 habitantes (densidade: 184,8 hab./km²).